# Рен Сюечен
Рен Сюечен (任雪层, нар. 21 травня 1985, Шицзячжуан, провінція Хебей) — китайська борчиня вільного стилю, чемпіонка та дворазова срібна призерка чемпіонатів світу, чемпіонка та срібна призерка чемпіонатів Азії, переможниця та бронзова призерка Кубків світу.

## Життєпис
Боротьбою займається з 2002 року.

## Спортивні результати на міжнародних змаганнях

### Виступи на Чемпіонатах світу
| Змагання                        | Збірна | Вагова категорія          | Місце  |
| ------------------------------- | ------ | ------------------------- | ------ |
| Чемпіонат світу з боротьби 2005 | КНР    | жіноча боротьба, до 48 кг | Золото |
| Чемпіонат світу з боротьби 2006 | КНР    | жіноча боротьба, до 48 кг | Срібло |
| Чемпіонат світу з боротьби 2007 | КНР    | жіноча боротьба, до 51 кг | Срібло |

### Виступи на Чемпіонатах Азії
| Змагання                       | Збірна | Вагова категорія          | Місце  |
| ------------------------------ | ------ | ------------------------- | ------ |
| Чемпіонат Азії з боротьби 2005 | КНР    | жіноча боротьба, до 48 кг | Золото |
| Чемпіонат Азії з боротьби 2008 | КНР    | жіноча боротьба, до 48 кг | Срібло |

### Виступи на Кубках світу
| Змагання                    | Збірна | Вагова категорія          | Місце  |
| --------------------------- | ------ | ------------------------- | ------ |
| Кубок світу з боротьби 2003 | КНР    | жіноча боротьба, до 51 кг | Бронза |
| Кубок світу з боротьби 2006 | КНР    | жіноча боротьба, до 51 кг | Золото |
| Кубок світу з боротьби 2007 | КНР    | жіноча боротьба, до 48 кг | 4      |